# Entodon yunnanensis
Entodon yunnanensis är en bladmossart som beskrevs av Thériot 1926. Entodon yunnanensis ingår i släktet Entodon och familjen Entodontaceae. Inga underarter finns listade i Catalogue of Life.